# 西墕乡
西墕乡，是中华人民共和国山西省太原市尖草坪区下辖的一个乡镇级行政单位。

## 行政区划
西墕乡下辖以下地区：
西高庄村、东高庄村、西墕村、赵家山村、中焉村、东焉村和陈家窑村。

## 基本情况
总人口4570人，总户数1496户，土地面积22平方公里，现有耕地13700亩。